# Shotor Khosb
Shotor Khosb (persiska: شتر خسب) är en ort i Iran.   Den ligger i provinsen Khorasan, i den nordöstra delen av landet, 700 km öster om huvudstaden Teheran. Shotor Khosb ligger 1 369 meter över havet och antalet invånare är 437.
Terrängen runt Shotor Khosb är kuperad åt sydväst, men åt nordost är den platt. Runt Shotor Khosb är det ganska glesbefolkat, med 25 invånare per kvadratkilometer. Närmaste större samhälle är Torbat-e Ḩeydarīyeh, 6,4 km väster om Shotor Khosb. Omgivningarna runt Shotor Khosb är i huvudsak ett öppet busklandskap.